# Пингвин (спомагателен крайцер)
„Пингвин“ (на немски: Pinguin, HSK-5) е спомагателен крайцер на Кригсмарине от времето на Втората световна война. Това е преустроеният товарен кораб (сухогруз) „Канделфелз“ (на немски: Kandelfels), в германския флот е познат като „Шиф-33“ (на немски: Schiff 33), в Кралския флот получава обозначението – „Рейдер „F““. В периода 1940 – 1941 г. води бойни действия в района на Индийския океан и Антарктида. Той е един от най-резултатните кораби на флота, който потопява и пленява съдове с общ тонаж 136 000 брт.

## История
Корабът е построен в Бремен на стапелите на фирмата „АГ Везер“ (на немски: AG Weser) за „Линии Ханза“, за товарни превози в Източна Азия и Индия. Първият кораб на серия от два сухогруза. Вторият кораб е сухогрузът „Кибфелз“. Продължението на серията включва и кораба „Голденфелз“ (впоследствие преоборудован на спомагателен крайцер „Атлантис“). Последния цивилен рейс на кораба завършва на 1 септември 1939 г. В края на 1939 г. е реквизиран от Кригсмарине, след което е преоборудван от фирмата „Дешимаг“ във военен кораб.

### Технически параметри
- Размери: дължина 155 m; ширина 18,7 m; газене 8,7 m;
- Водоизместимост: 17 600 t (7766 брт);
- Две палуби, 6 товарни люка;
- СУ: 2 × 6-цилиндрови дизела MAN (7600 к.с.);
- Максимална скорост: 17 възела;
- Запас гориво: 3000 t;
- Далечина на плаване: 60 000 мили при 12 възела ход;
- Автономност на плаване: 207 дни

За неговото окомплектоване частично се използва въоръжението, свалено от стария линеен кораб „Шлезиен“.

### Въоръжение
- 6 × 150 mm С/16 L/45 оръдия (с боекомплект от 1800 снаряда)
- 1 × 75 mm Schneider-Creusot L/35 оръдие
- зенитни сдвоени 2 × 37 mm С/30 L/83 оръдия (боекомплект 4000 снаряда)
- зенитни автоматични оръдия 4 × 20 mm С/30 L/65 (боекомплект 8000 снаряда)
- 380 мини EMC
- 2 сдвоени торпедни апарата 533 mm (боекомплект 16 торпеда)
- 2 самолета He.114B, (от март 1941 – 1 Ar.196A-1)
- за снабдяване на подводници – 25 торпеда и 80 мини TMB

Освен това е поставена по-мощна радиостанция и ново щурманско оборудване.
Екипаж – 401 души (вкл. 22 офицера, от тях 5 запасни).

## Бойни действия

### Рейдерскипоход

#### В Атлантика
„Пингвин“ става един от първите спомагателни крайцери на Германия по време на Втората световна война. На 15 юни 1940 г. под командването на капитана цур зе Ернст-Феликс Крюдер той напуска Готенхафен.
След преминаване на пролива Скагеррак, „Пингвин“, маскиран на съветския кораб „Печора“, близо до западното крайбрежие на Норвегия се насочва на север. По пътя е нападнат от британска подводница, но благодарение на превъзходството си в скорост успява да избяга. След като преминава Датския пролив в Атлантика, той (вече като гръцкия параход „Кассос“) достига определения му в южната част сектор за патрулиране. По пътя ОКМ организира среща с немска подводница, която е заредена с гориво и торпеда.
Първата му жертва е британския сухогруз „Доминго де Ларинага“. Забелязвайки рейдера, капитанът на кораба подава радиосигнал за атаката и се опитва да избяга. С артилерийски огън той е спрян, на него е изпратена абордажна команда. Минните заряди не се детонират и заради това кораба е потопен с торпедо.

#### Индийски океан
След като заобикаля нос Добра Надежда, „Пингвин“ се насочва на север. Пилотът на хидроплана забелязва норвежкия танкер „Филефел“. Съдът е пленен и управляван от немски екипаж. По същите места е забелязан и още един танкер – „Бритиш Командер“. Той отказва да се подчини на заповедта да спре и е обстрелян и потопен с торпедо. В течение на няколко дни е прехванат и потопен още един съд – норвежкият параход „Морвикен“. „Филефел“ също е решено да се потопи. Замаскиран като парахода „Трафалгар“, „Пингвин“ продължава своя път.
В началото на септември самолетът претърпял авария и се налага да се сглоби вторият, който е разглобен в трюма, което отнема няколко дни. На път за Мадагаскар е пресрещнат британският сухогруз „Бенавон“. В артилерийската престрелка един от неговите снаряди пробива борда на „Пингвин“, но не се взривява. „Бенавон“ е разстрелян от много по-мощната артилерия на рейдера. Загиват над 20 души от екипажа, включително капитанът на кораба. След неколкодневен престой около Мадагаскар, Крюдер насочва кораба си на изток. По пътя е пленен норвежкият параход „Нордвард“ с товар жито. След като преместват пленниците на него, Крюдер изпраща „Нордвард“ с част от екипажа си в Германия.
След силна буря, „Пингвин“ достига Австралия.

#### Поставяне на минни заграждения до бреговете на Австралия
На 7 октомври е пленен норвежкият танкер „Сторстад“. Неговият екипаж е свален, а той е оборудван за поставяне на мини и преименуван на „Пасат“.
Нататък пътя на „Пингвин“ е по западното крайбрежие на континента. Той поставя мини до Нюкасъл, Сидни, и до бреговете на щата Нов Южен Уелс, пред пристанище Хоубарт в Тасмания. „Пасат“, под командването на лейтенант Варнинг, заминира пролива между Австралия и Тасмания. На 15 ноември корабите се срещат и се насочват на юг. От съобщения по радиото Крюдер разбира, че от неговите мини са потънали вече два кораба, в т.ч. американския „Сити оф Рейвил“ (един от първите американски кораби, потънали през Втората световна война). След месец командването на Кригсмарине съобщава за награждаването на капитана с Рицарски кръст.
На 18 ноември е потопен британският кораб „Наушера“, на 20 ноември е потопен хладилният кораб „Маймоа“, на следващия ден – „Порт Брисбейн“ – въоръжен параход, бързащ на помощ на „Маймоа“.
На 24 ноември 1940 г. командването заповядва на „Пингвин“ да се насочи към китобойния район до остров Буве.

#### Антарктика
Насочвайки се към зададения му район, „Пингвин“ среща и потапя хладилния кораб „Порт Уелингтън“. Броят на пленниците на борда вече надминава 400 души, което създава вече сериозни проблеми и Крюдер взема решение да ги изпрати на борда на „Пасат“ в Германия. По пътя за дома танкерът зарежда „Атлантис“, предава част от горивото и на спомагателния танкер „Нордмарк“ и благополучно пристига в едно от пристанищата на окупираната Франция.
„Пингвин“ достига бреговете на Антарктида в район за китобойни дейности. В началото на януари радиста прихваща разговори на норвежки китобойци: недалече се намират две големи плаващи китобойни бази, „Оле Вегер“ и „Пелагос“, а на 400 мили източно още една – „Торсхамер“.
На 14 януари 1941 г. рейдерът провежда своята най-успешна операция. В течение на два дни без да даде и един изстрел е пленен китобоен флот в състав: плавбазите „Оле Вегер“ и „Пелагос“ с 22 хил. тона китова мас; 11 малки китобойни съда и принадения към тях танкер „Солглимт“ с 10 хил. тона гориво.
Един от китобойците е преименуван на „Адютант“ и превърнат в спомагателен кораб. „Солглимт“ и „Пелагос“ са изпратени с немски екипажи към Европа, а „Пингвин“ с останалите трофеи се насочва за среща с „Нордмарк“ и „Дукеса“ (хладилен кораб, пленен от „Адмирал Шеер“). За окомплектоване на екипажите „Пингвин“ няма достатъчно количество офицери, но помощ оказва „Адмирал Шеер“, част от офицерите на който преминава на пленените съдове. През март 1941 г. те пристигат в Бордо (с изключение на два китобоя, потопени от екипажите при заплаха от пленяване на корабите от кораба на ВМС на Великобритания „Скарборо“). Количеството изпратена китова мас съответства на количеството маргарин, произведен в Германия за няколко месеца, а китобойците са достатъчно за формиране на флотилия ловци на подводници.
На 18 февруари „Пингвин“ се среща с транспорта „Алстертор“, който му носи пощата, други товари и нов самолет. След това се насочва към Кергелен, където попълва запасите си от прясна вода, прави проверка на корпуса си, малък ремонт – маскиран като норвежкия параход „Тамерлан“.
На 25 февруари рейдерът се насочва за среща с пленения от „Атлантис“ кораб „Кети Бровиг“, който трябва да се използва като минен заградител, но на мястото на срещата намират „Оле Якоб“, друг трофей на „Атлантис“. Оказва се, че „Кети Бровиг“ се налага да бъде потопен. В търсене на подходящ кораб Крюдер се насочва на север.

#### Боя с „Корнуол“ и гибел
На 25 април „Пингвин“ спира и пленява „Емпайър Лайт“, но не може да го използва заради повредите по него и се налага да го потопи. На 29 април е потопен „Клан Бюкянън“. След това Крюдер насочва кораба си към Сейшелските острови.
На 7 май „Пингвин“, в северозападната част на Индийския океан, открива подходящ съд. Това е танкерът „Бритиш Имперър“. Независимо от предупредителните изстрели той започва да бяга, изпращайки радиограма за нападението, която е приета от британския тежък крайцер „Корнуол“. Крюдер е принуден да издаде заповед за потопяване на танкера.
На следващия ден, 8 май 1941 г., рейдерът е забелязан от самолета на „Корнуол“. Корабът е добре маскиран като норвежки транспорт, но на пилота му се вижда много подозрително, че нито един човек от екипажа не излиза на палубата да приветства самолета. Насоченият към кораба крайцер „Корнуол“, независимо от силната съпротива, го потопява. От залпа на 203-mm му оръдия детонират 130 мини, останали на борда на „Пингвин“, и в точката с координати 3°50′ с. ш. 53°50′ и. д. / 3.833333° с. ш. 53.833333° и. д. рейдерът потъва. Той става първият немски спомагателен крайцер, потопен от Съюзниците във Втората световна война. Заедно с кораба загиват 532 души, включително 200 пленници. „Корнуол“ спасява 53 члена на екипажа на „Пингвин“ и 22 пленници. Капитана Крюдер не е сред спасените. „Корнуол“ дава една жертва.
„Адютант“, под командването на лейтенант Хемер, впоследствие минава на подчинение на спомагателния крайцер „Комет“ и поставя мини до бреговете на Нова Зеландия (няма информация за потопени съдове от тях).

### Резултати
Потопени и пленени съдове:
| Дата              | Име                  | Тип            | Принадлежност  | Тонаж, брт | Товар                            | Съдба |
| ----------------- | -------------------- | -------------- | -------------- | ---------- | -------------------------------- | --- |
| 31 юли 1940       | Domingo de Larrinaga | товарен кораб  | Великобритания | 5358       | зърно                            | потопен с торпедо                                                                                        |
| 27 август 1940    | Filefjell            | танкер         | Норвегия       | 6901       | бензин, нефт                     | миниран, взривен и потопен                                                                               |
| 27 август 1940    | British Commander    | танкер         | Великобритания | 5008       |                                  | потопен с торпедо                                                                                        |
| 27 август 1940    | Morviken             | товарен кораб  | Норвегия       | 7616       |                                  | миниран, взривен и потопен                                                                               |
| 12 септември 1940 | Benavon              | товарен кораб  | Великобритания | 5872       | каучук                           | потопен с корабна артилерия след престрелка                                                              |
| 16 септември 1940 | Nordvard             | товарен кораб  | Норвегия       | 4111       | пшеница                          | пленен, изпратен в Бордо                                                                                 |
| 7 октомври 1940   | Storstad             | танкер         | Норвегия       | 8998       | 14 000 тона дизелово гориво      | пленен, превърнат в спомагателен минен заградител „Пасат“                                                |
| 19 ноември 1940   | Nowshera             | товарен кораб  | Великобритания | 7920       |                                  | миниран, взривен и потопен                                                                               |
| 20 ноември 1940   | Maimoa               | хладилен кораб | Великобритания | 10 123     | замразено месо, масло, мас, яйца | миниран, взривен и потопен                                                                               |
| 21 ноември 1940   | Port Brisbane        | товарен кораб  | Великобритания | 8739       |                                  | потопен с торпедо                                                                                        |
| 30 ноември 1940   | Port Wellington      | хладилен кораб | Великобритания | 8303       | 4000 тона замразено месо         | миниран, взривен и потопен след артилерийска престрелка                                                  |
| 14 януари 1941    | Ole Wegger           | китобойна база | Норвегия       | 12 201     | китова мас                       | пленен, изпратен във Франция                                                                             |
| 14 януари 1941    | Pol VII              | китобоен кораб | Норвегия       | 335        |                                  | пленен, изпратен във Франция                                                                             |
| 14 януари 1941    | Pol VIII             | китобоен кораб | Норвегия       | 300        |                                  | пленен, изпратен във Франция                                                                             |
| 14 януари 1941    | Pol IX               | китобоен кораб | Норвегия       | 335        |                                  | пленен, превърнат в спомагателния кораб „Адютант“                                                        |
| 14 януари 1941    | Pol X                | китобоен кораб | Норвегия       | 335        |                                  | пленен, изпратен във Франция                                                                             |
| 14 януари 1941    | Solglimt             | танкер         | Норвегия       | 12 246     | 10 000 тона гориво               | пленен, изпратен във Франция                                                                             |
| 14 януари 1941    | Pelagos              | китобойна база | Норвегия       | 12 083     | китова мас                       | пленен, изпратен във Франция                                                                             |
| 14 януари 1941    | Star XIV             | китобоен кораб | Норвегия       | 250        |                                  | пленен, изпратен във Франция                                                                             |
| 14 януари 1941    | Star XIX             | китобоен кораб | Норвегия       | 250        |                                  | пленен, изпратен във Франция, потопен от екипажа заради опасност да бъде пленен от ВМС на Великобритания |
| 14 януари 1941    | Star XX              | китобоен кораб | Норвегия       | 250        |                                  | пленен, изпратен във Франция                                                                             |
| 14 януари 1941    | Star XXI             | китобоен кораб | Норвегия       | 300        |                                  | пленен, изпратен във Франция                                                                             |
| 14 януари 1941    | Star XXII            | китобоен кораб | Норвегия       | 305        |                                  | пленен, изпратен във Франция                                                                             |
| 14 януари 1941    | Star XXIII           | китобоен кораб | Норвегия       | 355        |                                  | пленен, изпратен във Франция                                                                             |
| 14 януари 1941    | Star XXIV            | китобоен кораб | Норвегия       | 360        |                                  | пленен, изпратен във Франция, потопен от екипажа заради опасност да бъде пленен от ВМС на Великобритания |
| 25 април 1941     | Empire Light         | товарен кораб  | Великобритания | 6828       |                                  | миниран, взривен и потопен                                                                               |
| 28 април 1941     | Clan Buchanan        | товарен кораб  | Великобритания | 7266       |                                  | миниран, взривен и потопен                                                                               |
| 7 май 1941        | British Emperor      | танкер         | Великобритания | 3663       |                                  | потопен с артилерия                                                                                      |

Потънали от мини, поставени от „Пингвин“ и „Пасат“:
| Дата | Име              | Тип           | Принадлежност  | Тонаж, брт | Товар | Съдба          |
| ---- | ---------------- | ------------- | -------------- | ---------- | ----- | -------------- |
|      | Nimbin           | товарен кораб | Великобритания | 1052       |       | потъва от мина |
|      | Cambridge        | товарен кораб | Великобритания | 10 846     |       | потъва от мина |
|      | City of Rayville | товарен кораб | САЩ            | 5883       |       | потъва от мина |
|      | Herford          | траулер       | Великобритания | 285        |       | потъва от мина |

За 10 ½ месеца плаване „Пингвин“ пленява и потопява 28 съда, с общ тонаж около 136 000 брт. Четири съда потъват от поставени от него мини (около 18 000 брт).

## Коментари
1. ↑  От на немски: Handelsstörkreuzer, което означава спомагателен крайцер номер 5.
2. ↑  „Шиф-33“ (нем. „Schiff 33“) – в превод от немски език означава „Плавателен съд № 33“.
3. ↑  Съответства по звание на капитан 1-ви ранг.
4. ↑  Тонажът на съдовете, посочени в таблицата, според други източници може да е различен. Архив на оригинала от 2009-02-05 в Wayback Machine. ((en))
5. ↑  Тонажът на съдовете, посочени в таблицата, според други източници може да е различен. Архив на оригинала от 2009-02-05 в Wayback Machine. ((en))
6. ↑  По други данни, са пет съда с общ тонаж 29 000 брт (Ф. Руге. Война на море, 1939 – 1945.   с. 171.).